# Luzern kanton
Luzern (svájci német dialektusban Lozärn, franciául Lucerne, olaszul és rétorománul Lucerna) Svájc egyik kantonja az ország központi részén. Székhelye Luzern városa. Lakossága 2013-ban 390 349 fő volt, többségében német anyanyelvűek.

## Története

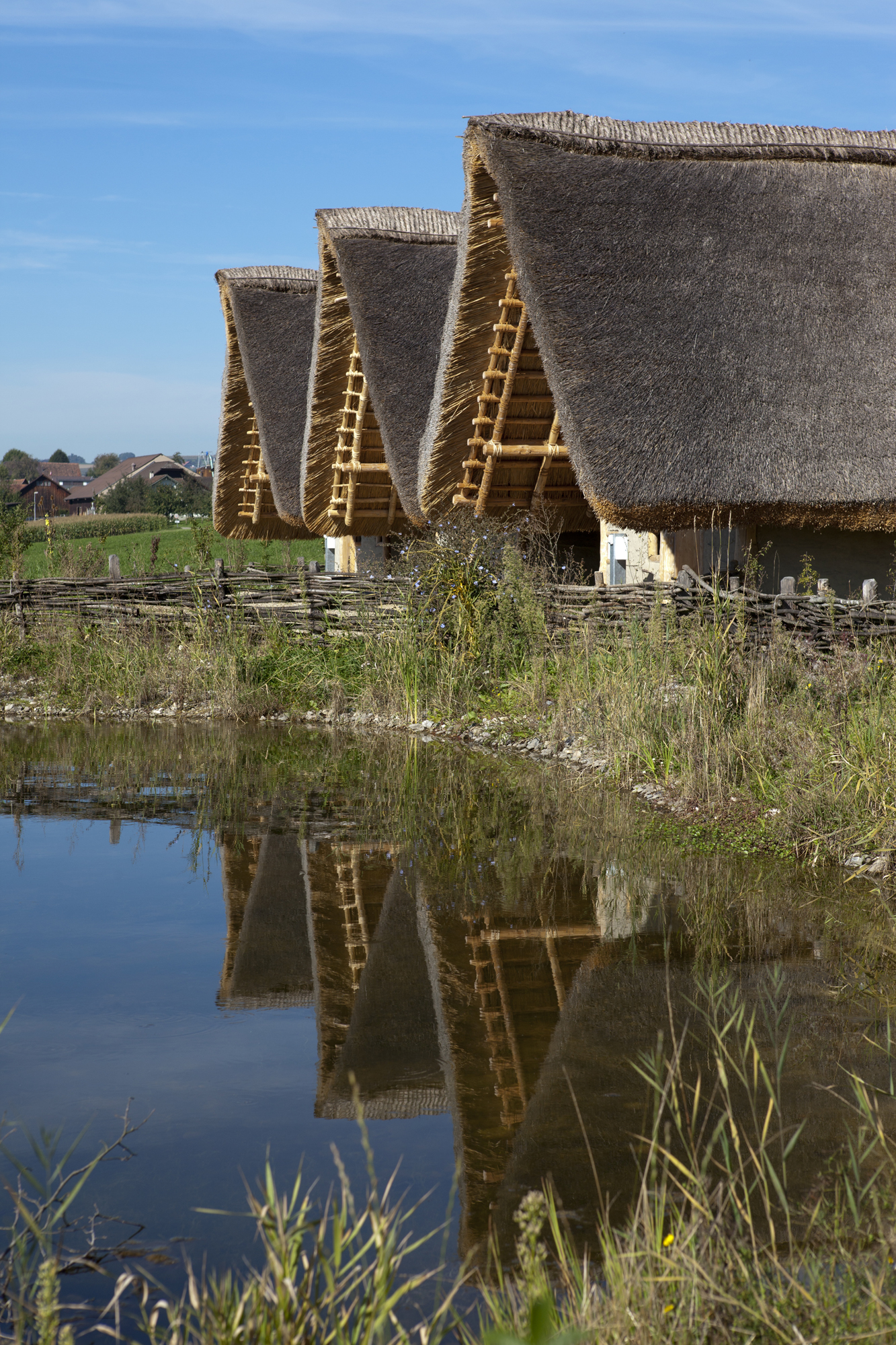
Rekonstruált kőkori házak

Az ember legkorábbi nyomai a kanton területén a Steigelfadbalm-barlangból kerültek elő, ahol a régészek 30 ezeréves kőeszközöket és a barlangi medve csontjait találták. Az eljegesedések közti időszakból mamutok, rénszarvasok és óriásszarvasok csontjai is előkerültek.
Előbb Wauwilermoosban, majd más helyeken is (Egolzwil, Hitzkirch, Sursee) őskőkori és újkőkori cölöpházas települések nyomait fedezték fel, amelyek ma az UNESCO világörökség részét képezik. A házakat közvetlenül tó- vagy folyóparton, dombokra építették. Lakosaik cserépedényeket, fa-, csont-, agancs- és kőszerszámokat, valamint szövött ruhákat használtak. A bronzkorból is számos település ismert, például a Sempachsee és a Baldeggsee partjáról, de dombtetőkre is építkeztek. A vaskori hallstatti és La Tène-kultúrák csak kevés nyomot hagytak maguk után, főleg sírokat, de települések ebből a korból alig ismertek a kantonban.
A római korban a kanton sűrűn benépesült, számos tanyaházat találtak az észak-dél irányú völgyekben (Wigger, Suhre, Wyna és See völgyek). Vindonissában légiós tábor létesült. A birodalom összeomlása után a kanton területén alemannok települtek meg. 750 körül az elzászi murbachi apátság alapított itt egy kolostort a Reuss folyó partján, melyet írásban először 840-ben említenek Luciaria néven (feltehetően a védőszentjük, Szent Leodegar nevéből). Luzern városa a kolostor köré épült településből származik, nevét először 1252-ben említik Lucerrun formában.
1291-ben a Habsburg-család megvásárolta Luzernt a murbachi apátságtól. A Habsburgok agresszív terjeszkedésére válaszul ugyanekkor létrejött Uri, Schwyz és Unterwalden kantonok szövetsége, az Ósvájci Konföderáció. A szövetség negyedik tagja Luzern lett 1332-ben, amely az első városi kanton volt az ún. erdőkantonok között. 

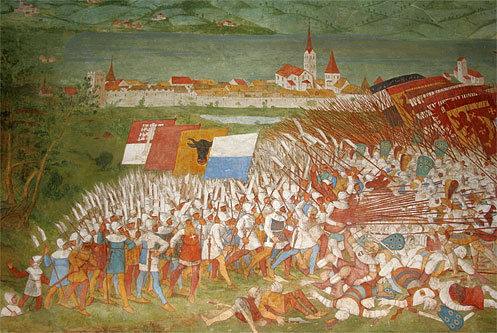
A sempachi csata

1386-ban a Luzernhez közeli sempachi csatában a négy kanton egyesült serege visszaverte a Habsburgok invázióját. A győztes csata még inkább összekovácsolta a szövetséget és lehetővé tett a kantonok további terjeszkedését. A 15. század végén majdnem háborúhoz vezetett a városi és erdőkantonok közötti feszültség. Ehhez hozzájárult, hogy Unterwalden titokban támogatta a Luzern fennhatósága alá tartozó Entlebuch-völgy lázadását, de az összeesküvőket még a felkelés kitörése előtt elfogták és kivégezték. A kantonok végül 1481-ben Stans városában kötötték meg új egyezményüket.
A reformáció idején Luzern katolikus maradt és a későbbi vallásháborúkban a katolicizmus bástyájának bizonyult. 1601 és 1873 között pápai nunciust is küldtek a városba. A 16. században a város kormányzását arisztokrata oligarchák vették át, és ez a rendszer - bár az 1653-as parasztlázadás megrázta - egészen 1798-ig kitartott. Miután Napóleon seregei megszállták Svájcot és létrehozták a rövid életű Helvét Köztársaságot, az ország fővárosát Luzernbe helyezték. A patríciusok kormányzatát az 1831-es liberális tüntetések megdöntik és új alkotmányt vezetnek be. A radikális kormányt 1841-ben újra a konzervatívok váltják fel, akik visszahívták a korábban kiűzött jezsuitákat. A vallási és politikai feszültségek miatt Luzern élenjárt a katolikus kantonok szövetségének, a Sonderbundnak létrehozásában, de 1847-ben felkelésüket a konföderációs csapatok leverték. A háború döntő csatára Luzerntől nem messze, Gisikonnál került sor.

## Földrajza
Luzern kanton Svájc közepén található. Északon Aargau, keleten Zug és Schwyz, délen Obwalden és Nidwalden, nyugaton és délnyugaton Bern kantonokkal határos. Földrajzilag a Svájci Alpok északi előhegyein fekszik, legnagyobb folyói a Reuss és a Kleine Emme. Legmagasabb pontja a 2350 méteres Brienzer Rothorn.
A kanton területe 1493 km². Ennek mintegy 55%-át a mezőgazdaság hasznosítja, 30% erdő; 8,4%-ot tesznek ki a települések és utak, 6,8%-ot pedig a tavak, folyók és magashegyek. 

## Közigazgatás

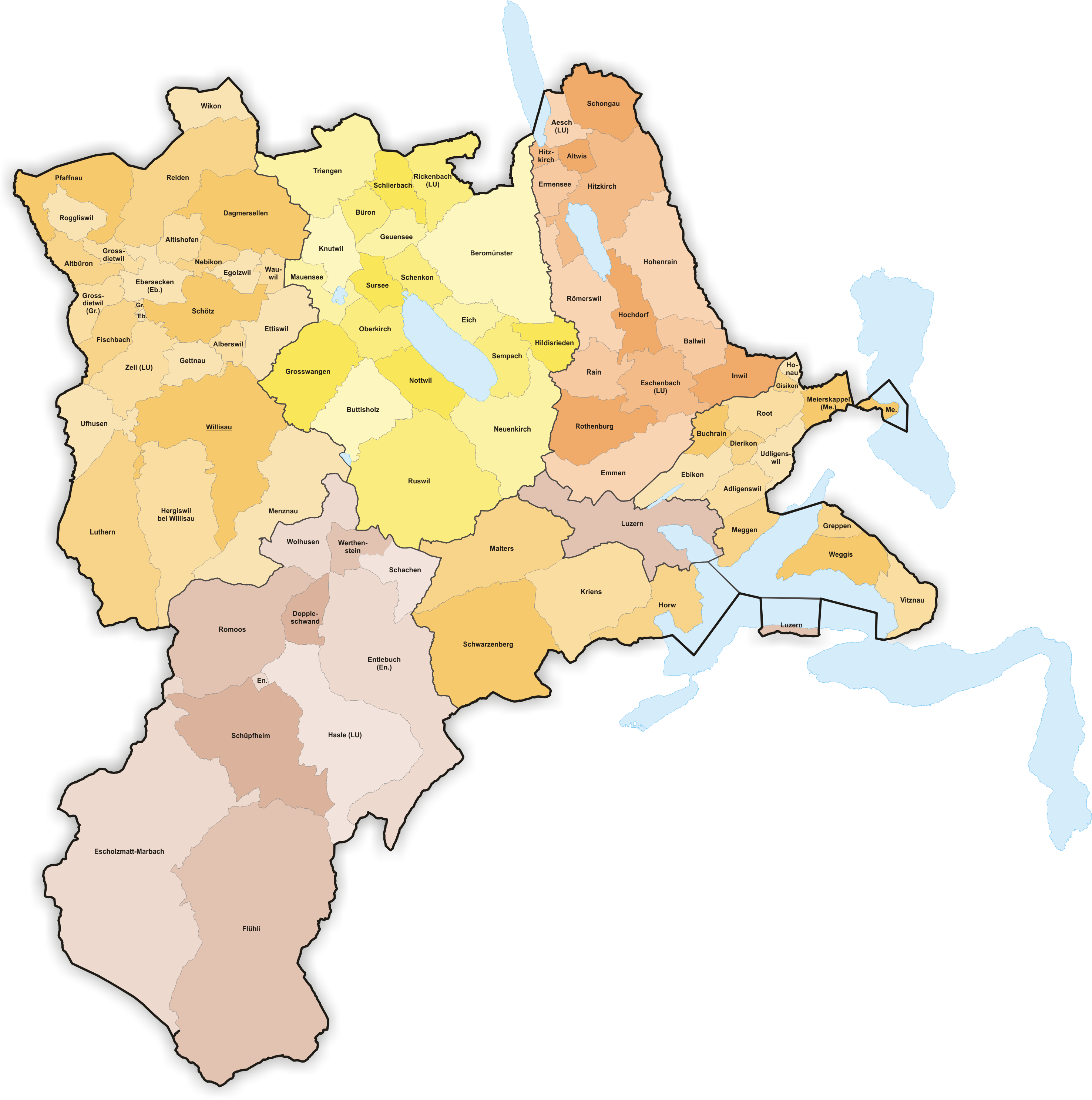
Luzern kanton kerületei

Luzern kantonban 88 önkormányzat található, melyeket 5 kerületbe (helyi neve Amt, míg a többi német nyelvű kantonban a kerületek neve Bezirke) osztanak be:
- Luzern, székhelye Luzern
- Hochdorf, székhelye Hochdorf
- Sursee, székhelye Sursee
- Willisau, székhelye Willisau
- Entlebuch, székhelye Schüpfheim

## Lakosság
Luzern kantonnak 2013-ban 390 349 lakója volt, akik 18,1%-a volt külföldi állampolgár (15,5% európai - főleg német és olasz -, 1,4% ázsiai, 0,7% afrikai és 0,5% amerikai ). 2000-2010 között a népesség 0,4%-kal csökkent. A legtöbb (91%) lakos német anyanyelvű, amit a szerb-horvát, olasz, albán és angol követ.
2000-es adatok alapján a kanton lakosai közül 32,9% született Luzern városában, 29,1% a kanton más településein, 19% Svájc más kantonjaiban, 15,8% pedig külföldön. Ugyanekkor 158 345 egyedülálló, 159 152 házas, 18 853 özvegy és 14 154 elvált ember élt a kantonban.
2000-ben a lakosság 70,9%-a római katolikusnak, 11,2%-a reformátusnak, 2,23% ortodox kereszténynek, 2,16% egyéb kereszténynek, 0,11% zsidónak, 3,77% pedig muszlimnak vallotta magát. Az ateisták/agnosztikusok aránya 5,90%, 3,71% pedig nem válaszolt a kérdésre.
A kanton legnagyobb városai Luzern, Emmen és Kriens.

## Gazdaság
A mezőgazdaság és az ipar egyformán jelentős. A mezőgazdaságban a növénytermesztés mellett fontos a szarvasmarhatenyésztés. Az ipart a textil-, gép-, papír-, faanyag-, dohány- és fémfeldolgozási termékek gyártása jellemzi. A gazdaság fontos ágazata a turizmus, Luzern az alpesi túrázás és síelés egyik kiindulópontja. A Németország és Olaszország közötti tranzitforgalom is áthalad a kantonon.

## Fordítás
- Ez a szócikk részben vagy egészben  a   Canton of Lucerne című angol Wikipédia-szócikk ezen változatának fordításán alapul.  Az eredeti cikk szerkesztőit annak laptörténete sorolja fel. Ez a jelzés csupán a megfogalmazás eredetét és a szerzői jogokat jelzi, nem szolgál a cikkben szereplő információk forrásmegjelöléseként.